# دودلي رايت نوكس
دودلي رايت نوكس (بالإنجليزية: Dudley Wright Knox)‏ هو مؤرخ وضابط أمريكي، ولد في 21 يونيو 1877 في Fort Walla Walla ‏ في الولايات المتحدة، وتوفي في 11 يونيو 1960 في بيثيسدا في الولايات المتحدة.